# Wijken en buurten in Leiderdorp
De Nederlandse gemeente Leiderdorp is voor statistische doeleinden onderverdeeld in wijken en buurten. De gemeente is verdeeld in de volgende statistische wijken:
- Wijk 00 (CBS-wijkcode:054700)
- Wijk 01 (CBS-wijkcode:054701)
- Wijk 02 (CBS-wijkcode:054702)

Een statistische wijk kan bestaan uit meerdere buurten. Onderstaande tabel geeft de buurtindeling met kentallen volgens het Centraal Bureau voor de Statistiek (2008):
| CBS-buurtcode | Buurtnaam                       | Inwonertal | Opp. totaal (ha) | Opp. land (ha) | Ligging                |
| ------------- | ------------------------------- | ---------- | ---------------- | -------------- | ---------------------- |
| BU05470000    | Kerkwijk                        | 1860       | 48               | 48             | Locatie in de gemeente |
| BU05470001    | Ouderzorg inclusief De Houtkamp | 3180       | 66               | 60             | Locatie in de gemeente |
| BU05470002    | Zijlkwartier                    | 1040       | 16               | 14             | Locatie in de gemeente |
| BU05470003    | De Vogelwijk                    | 1930       | 22               | 22             | Locatie in de gemeente |
| BU05470004    | De Baanderij                    | 140        | 39               | 38             | Locatie in de gemeente |
| BU05470005    | De Schansen                     | 1440       | 13               | 13             | Locatie in de gemeente |
| BU05470006    | Winkelhof                       | 580        | 11               | 11             | Locatie in de gemeente |
| BU05470007    | Binnenhof                       | 1430       | 21               | 20             | Locatie in de gemeente |
| BU05470008    | Voorhof                         | 2880       | 42               | 42             | Locatie in de gemeente |
| BU05470009    | Elizabethhof                    | 140        | 24               | 24             | Locatie in de gemeente |
| BU05470100    | Oranjewijk                      | 1810       | 29               | 28             | Locatie in de gemeente |
| BU05470101    | Doeskwartier                    | 920        | 14               | 13             | Locatie in de gemeente |
| BU05470109    | Verspreide huizen               | 670        | 777              | 740            | Locatie in de gemeente |
| BU05470200    | Buitenhof-Oost-Zuid             | 1980       | 22               | 22             | Locatie in de gemeente |
| BU05470201    | Buitenhof-Midden-West           | 3570       | 39               | 36             | Locatie in de gemeente |
| BU05470202    | Leyhof                          | 2800       | 44               | 40             | Locatie in de gemeente |